# NGC 3563A
NGC 3563A (NGC 3563) je lećasta galaktika u zviježđu Lavu. 

## Vanjske poveznice
- (eng.) SEDS: NGC 3563
- (eng.) Revidirani Novi opći katalog
- (eng.) Izvangalaktička baza podataka NASA-e i IPAC-a
- (eng.) Astronomska baza podataka SIMBAD
- (eng.) VizieR